# 베를린 동물원

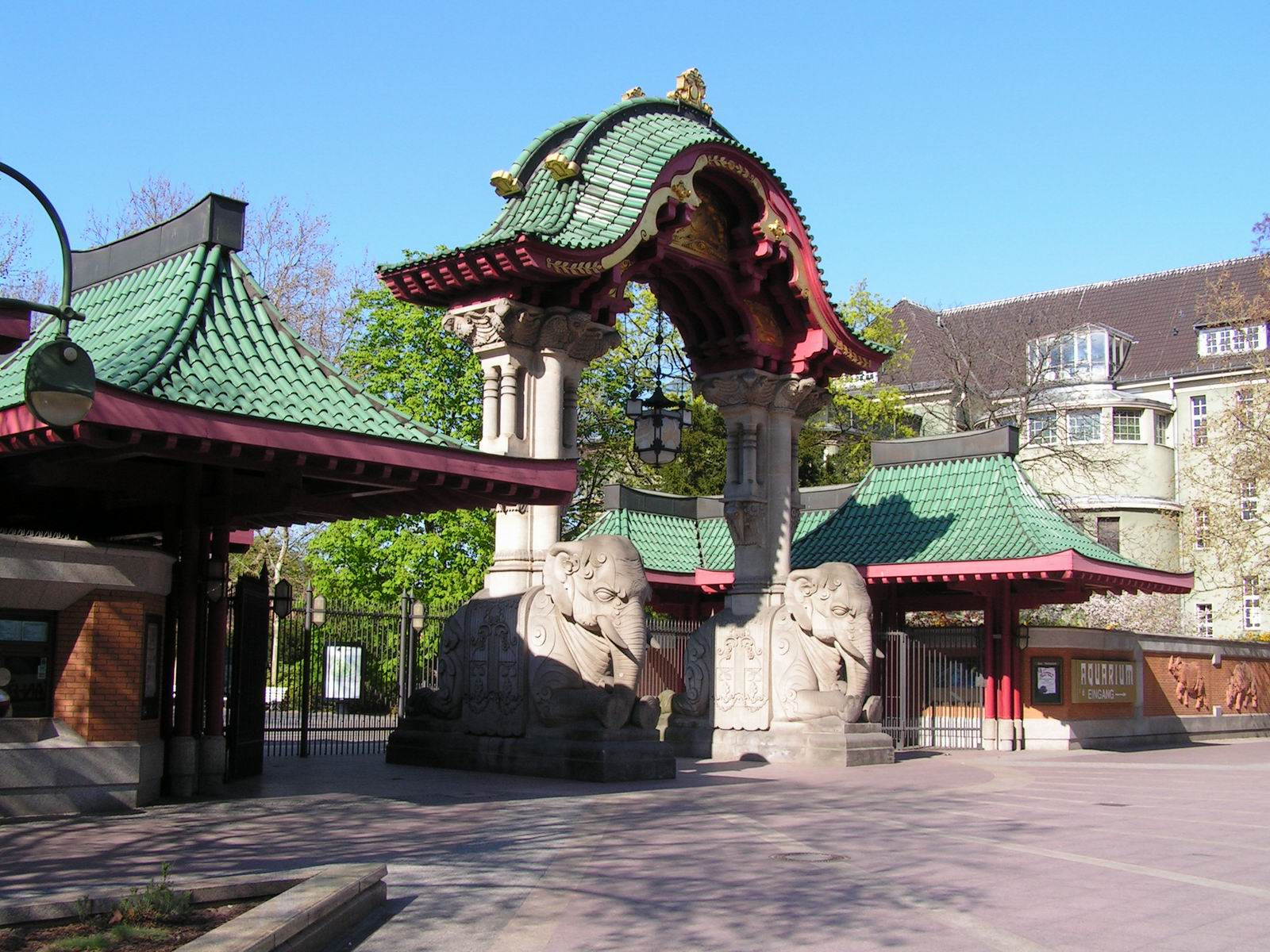
베를린 동물원

베를린 동물원(독일어: Zoologischer Garten Berlin)은 독일 베를린에 있는 동물원이다. 1844년에 문을 열었으며, 면적 35만 평방 미터의 넓이로 베를린 티어가르텐 공원 내에 위치하고 있다. 독일에서는 가장 좋고, 오래된 동물원으로 알려져 있다. 약 1500종의 동물 약 2만 500 마리를 보유하고 있으며, 세계에서 가장 포괄적인 종들을 전시하고 있다.